# 草賀純男
草賀 純男（くさか すみお、1953年3月7日 - ）は、日本の外交官。外務省アフリカ部長、儀典長、ニューヨーク総領事を経て、駐オーストラリア特命全権大使。

## 経歴・人物
岡山県出身。1974年（昭和49年）岡山県立天城高等学校（現岡山県立倉敷天城高等学校）卒業、1978年（昭和53年）中央大学法学部を卒業して外務省に入省する。1979年からスワースモア大学に留学し、1981年卒業。同年在オーストラリア日本国大使館書記官、1983年5月外務省アジア局南東アジア第一課課長補佐、1986年1月外務省情報調査局企画課首席事務官、1989年7月在カナダ日本国大使館一等書記官。その後在タンザニア日本国大使館一等書記官を務めた。
1995年1月外務省経済局サミット担当企画官、1995年12月外務省経済局開発途上地域課長、1997年7月内閣官房長官秘書官事務取扱、1999年（平成4年）7月ハーバード大学国際問題研究所（CFIA）フェロー。
2000年（平成12年）7月から在アメリカ合衆国日本国大使館公使、2002年9月外務省大臣官房総務課長、2004年8月財務省大臣官房参事官（副財務官）、2006年8月外務省経済局審議官、2008年（平成20年）8月在英国日本国大使館総括公使兼ロンドン総領事、2010年（平成22年）8月外務省アフリカ審議官（大使）。組織改正で2012年（平成24年）8月、外務省アフリカ部長。2012年（平成24年）9月11日、外務省儀典長（大使）を経て、2013年（平成25年）6月28日からニューヨーク総領事（大使）。2015年3月18日から駐オーストラリア特命全権大使。2019年退官。富士通シニアアドバイザー、東京都市大学特別教授、日本管財顧問、日本国際問題研究所客員研究員。2021年アフリカ協会理事。2024年ニューヨーク日本商工会議所&日本クラブOB/OG会賛同者代表。好きな音楽はフォークソング。二人の姉を持つ長男。

## 同期
- 宮家邦彦（キヤノングローバル戦略研究所研究主幹、立命館大学客員教授）
- 新井勉（13年駐カメルーン大使）
- 小井沼紀芳（13年駐ザンビア大使）
- 大嶋英一（12年駐フィジー大使）
- 辻優（13年駐オランダ大使・12年駐クロアチア大使）
- 水上正史（12年駐アルゼンチン大使・10年外務省中南米局長）
- 菅沼健一（12年駐ブルネイ大使・09年駐ジュネーブ日本政府代表部大使）
- 猪俣弘司（13年駐パキスタン大使・10年駐サンフランシスコ総領事）
- 貝谷俊男（13年駐グルジア大使）
- 二石昌人（13年駐ブルキナファソ大使）
- 篠原守（13年駐コスタリカ大使）
- 岡田憲治（16年駐ベネズエラ大使）
- 梅田邦夫（14年駐ブラジル大使）
- 松富重夫（14年駐イスラエル大使・12年外務省国際情報統括官・10年外務省中東アフリカ局長）
- 軽部洋（16年駐コンゴ民主共和国大使）